# Campionato italiano maschile di pallanuoto 1912
Il campionato italiano maschile di pallanuoto 1912 è stata la 1ª edizione ufficiale del campionato nazionale. Il torneo venne organizzato dall'allora Federazione Italiana Rari Nantes e si disputò a Napoli il 14 settembre 1912, nel tratto di mare prospiciente al porticciolo di Santa Lucia, nell'ambito dei cosiddetti campionati di mare, le competizioni nazionali delle discipline acquatiche gestite dalla FIRN. Il torneo fu disputato da tre squadre, Genoa, Rari Nantes Partenope e Società Podistica Lazio, e vide la formazione ligure conquistare il primo titolo nazionale della storia.

## Eventi

La squadra della Podistica Lazio che vinse il campionato non ufficiale del 1906

### Preludio
Con l'arrivo della pallanuoto in Italia nel 1900, alle Acque Albule di Tivoli nel 1901 fu tentata l'organizzazione di un primo campionato, al quale però si iscrisse solamente la Rari Nantes Roma, venendo decretata vincitrice per mancanza di avversari. L'esperimento fu ritentato l'anno successivo, nel 1902, e il risultato fu il medesimo: titolo assegnato alla squadra romana per mancanza di avversari. Ma lo sport della pallanuoto inizia ad avere larga diffusione e finalmente nel 1903 ad iscriversi al campionato delle Acque Albule di Tivoli sono la Rari Nantes Roma e la Società Romana di Nuoto, che si affrontano in un'unica partita terminata 3-0 per i campioni in carica, che salgono a tre titoli consecutivi. La Rari Nantes Roma vince anche il titolo del 1905, per poi cedere lo scettro l'anno dopo alla Lazio, che domina nell'edizione del 1906. L'edizione del 1907 si disputa tra la prima squadra della Lazio e la sua squadra riserve, venendo vinta dalla Lazio A. La Lazio ormai ha conquistato il monopolio dei campionati che era appartenuto per anni alla Roma, e si aggiudica i titoli del 1908 e del 1909, l'ultimo di questi campionati non riconosciuti ufficialmente dalla Federazione Italiana Nuoto, ma che gettarono le basi per lo sviluppo della pallanuoto nella penisola italica.

### Campionato
Il primo campionato ufficialmente riconosciuto si disputa il 14 settembre 1912. La prima gara venne disputata tra Lazio e Partenope e fu accompagnata da numerose polemiche. I capitolini furono accusati di un gioco estremamente falloso e il risultato finale venne fissato sul 2-1 per i laziali; il regolamento prevedeva stranamente che ad affrontare il Genoa fosse la squadra vincitrice, e questo generò le proteste della Lazio che si rifiutò di scendere in acqua con i liguri e venne pertanto retrocessa all'ultimo posto.
Nell'altra gara disputata, che quindi decretò il vincitore, il Genoa superò agevolmente i partenopei per 4 a 1, di cui però due gol del Genoa sarebbero stati segnati in off-side non ravvisato dall'arbitro. Tuttavia il Genoa si aggiudicò il match e conquistò il primo scudetto della storia della pallanuoto italiana; nella partita, dominata dai liguri, vennero segnalati come giocatori più decisivi Mascoli della Rari Nantes Partenope e Bajardo del Genoa, che giocarono in «maniera splendida».

## Risultati
| Data    | Gara  | Gara | Gara      |
| ------- | ----- | ---- | --------- |
| 14 set. | Lazio | 2-1  | Partenope |
| 14 set. | Lazio | nd   | Genoa     |
| 14 set. | Genoa | 4-1  | Partenope |

## Classifica
|  | Pos. | Squadra   | Pt | G | V | N | P | GF | GS | DR |
|  | ---- | --------- | -- | - | - | - | - | -- | -- | -- |
|  | 1.   | Genoa     | 4  | 1 | 1 | 0 | 0 | 4  | 1  | +3 |
|  | 2.   | Partenope | 0  | 2 | 0 | 1 | 1 | 2  | 6  | -4 |
|  | 3.   | Lazio     | 2  | 1 | 0 | 1 | 0 | 2  | 1  | +1 |

### Verdetti
- Genoa Campione d'Italia 1912

## Formazioni
| Genoa                                                                                            |
| ------------------------------------------------------------------------------------------------ |
| Ernesto Ghiorzi Augusto Massa Paganelli I Paganelli II Vittorio Semorile Gavoglio Davide Baiardo |
|                                                                                                  |

| Partenope                                                                        |
| -------------------------------------------------------------------------------- |
| Cesare Cancelli Joima Pellegrini Mascoli Del Giudice Gennaro Cangiullo Tarantini |
|                                                                                  |

| Lazio                                                                                |
| ------------------------------------------------------------------------------------ |
| Tofini Luigi Kustermann Umberto Torchio Giovanni Kustermann Forlivesi Chiesa Schiavi |
|                                                                                      |